# Hyparrhenia finitima
Hyparrhenia finitima är en gräsart som först beskrevs av Ferdinand von Hochstetter, och fick sitt nu gällande namn av Nils Johan Andersson och Otto Stapf. Hyparrhenia finitima ingår i släktet Hyparrhenia och familjen gräs. Inga underarter finns listade i Catalogue of Life.